# りゅう座V571星
りゅう座V571星（りゅうざV571せい、V571 Draconis、V571 Dra）またはGSC 03905-01870は、りゅう座の方角約7,000光年離れた位置にある連星系である。2018年3月20日にサルバドール・バルキン（Salvador Barquin）によって発見された。